# 秋月種時
秋月 種時（あきづき たねとき）は、戦国時代の武将。秋月氏14代当主。

## 略伝
延徳2年（1490年）、13代当主・秋月種朝の子として誕生。永正9年（1512年）に父が戦死したため、家督を継いで14代当主となった。
種時は、豊後・肥後・筑後　守護職大友義鑑からの自立を目論んで、管領代で、筑前・豊前・守護職大内義興に接近したが、この背反行為に怒った大友義鑑の攻撃を受けて敗れ、結局、大内義興の仲介を受けて降伏した。なお、家督相続前の永正6年（1509年）には美奈宜神社の社殿を再建している。
享禄4年（1531年）、死去。享年42。家督は子・文種が継いだ。